# Comité central de la Garde nationale
Pour les articles homonymes, voir Garde nationale.
Pour un article plus général, voir Garde nationale (France, 1870-1871).
En France, le comité central de la Garde nationale est pendant la Commune de Paris une assemblée formée des délégués élus par les membres de la Garde nationale. C'est l'instance exécutive de la Fédération de la Garde nationale. Ce comité dirige de fait la ville de Paris du 15 mars au 28 mars 1871.

## Origines

### Une milice bourgeoise
Depuis sa création par un comité d'électeurs parisiens pendant la Révolution française, en 1789, la Garde nationale prend la forme d'une milice bourgeoise chargée du maintien de l'ordre et qui participe, aux côtés de l'armée et de la police, au contrôle politique de la ville, mais également à la défense militaire du pays en temps de guerre. Ses membres sont recrutés parmi les citoyens aisés dits « actifs », c'est-à-dire les hommes de 18 à 60 ans qui paient une contribution directe égale à trois journées de travai.
La Garde nationale s'associe parfois aux soulèvements populaires, comme lors des journées révolutionnaires de 1830 et 1848, mais elle peut également défendre l'ordre établi et réprimer l'insurrection comme lors des journées de Juin 1848,. Elle symbolise ainsi, comme l'explique l'historien Pierre-Henri Zaidman, les aspirations du peuple : « Lorsque la Garde nationale soutient, par son intervention ou sa neutralité, les forces de l'ordre, on parle d'émeute ; mais a contrario, lorsqu'elle rallie le camp des insurgés, l'émotion populaire devient une révolution ».

### La Garde nationale pendant le siège de Paris

#### Un recrutement élargi aux classes populaires
Napoléon III fait évoluer l'organisation de la Garde nationale devant la menace d'un conflit armé avec la Prusse, notamment par l'instauration d'une Garde nationale mobile avec le vote de la loi Niel en 1868. Les effectifs de la garde parisienne, réduits à 14 000 hommes et 60 bataillons pendant le Second Empire, sont doublés après la déclaration de guerre qui intervient le 19 juillet 1870, mais le recrutement est lent. Le conflit tourne au désastre pour l'armée française : l'empereur capitule à Sedan le 2 septembre, la République est proclamée le 4 septembre et le siège de Paris commence le 19 septembre.
Entre-temps, le gouvernement de la Défense nationale augmente considérablement les effectifs en ouvrant le recrutement des gardes nationaux aux classes populaires : le 12 septembre, un décret du ministre de l'Intérieur Léon Gambetta leur attribue une solde quotidienne minimale de 1,50 francs ainsi qu'une aide alimentaire versées par l'intermédiaire des mairies d'arrondissement. Fin septembre, la Garde nationale compte environ 300 000 hommes regroupés en 254 bataillons et rattachés à l'armée commandée par le général Trochu. Les bataillons de la Garde nationale sont regroupés en vingt légions qui correspondant aux vingt arrondissements, et le nombre de bataillons est proportionnel à leur population : ainsi le 11e arrondissement, le plus peuplé, dispose de 26 bataillons, quand le 7e arrondissement n'en compte que sept. Chaque bataillon est lui-même divisé en huit compagnies, parfois plus, dont les quatre premières constituent les compagnies de guerre qui peuvent être engagées dans les opérations militaires, conformément au décret du 8 novembre 1870.

#### Un espace de contestation politique
Dans le même temps, le fonctionnement de la Garde se démocratise avec l'élection des officiers et des sous-officiers, autorisée dès le 2 septembre et confirmée par décret le 16 octobre. Des révolutionnaires comme Gustave Flourens, Adolphe Assi, Gabriel Ranvier ou Eugène Varlin se font élire et la milice se radicalise politiquement : sous l'impulsion de leur chef, de nombreux gardes nationaux prennent part aux journées insurrectionnelles du 31 octobre 1870 ou du 22 janvier 1871. L'opposition est manifeste entre un gouvernement de plus en plus ouvert à la solution d'une paix négociée, et la population parisienne largement favorable à une « guerre à outrance », et avec elle la majorité des gardes nationaux qui déplorent le manque d'initiative du commandement militaire.
Au sein des bataillons, la libre opinion se diffuse et dès l'automne 1870, des comités de délégués apparaissent y compris dans les bataillons les plus bourgeois. Ces derniers se chargent notamment de l'élection des chefs de bataillons et cherchent à surveiller l'administration municipale. Le 10 décembre, le gouvernement, inquiet du penchant révolutionnaire qu'adopte progressivement la garde citoyenne armée, dissout les comités de délégués qui réapparaissent aussitôt sous la forme de « conseils de famille » constitués dans chaque unité pour apporter une aide matérielle aux gardes et à leurs proches. Ces conseils deviennent rapidement des lieux de discussion politique et de contestation,.

### Fédération de la Garde nationale
Ouvertement hostile à la capitulation de Paris et la signature de l'armistice le 28 janvier 1871, la Garde nationale entend s'organiser pour défendre la République menacée par la majorité monarchiste de l'Assemblée élue le 8 février 1871 et qui siège à Bordeaux. Les réunions se multiplient et le 15 février, rassemblés par l'architecte Georges Arnold au Tivoli-Vauxhall, des délégués des différents bataillons décident de l'élection d'une commission provisoire chargée d'établir les statuts d'une organisation permanente : la Fédération de la Garde nationale est en marche. Le même jour, le général Clément-Thomas, exaspéré par l'indiscipline de ses troupes, démissionne du commandement de la Garde nationale.
Le 24 février, pour célébrer l'anniversaire de la révolution de 1848, une centaine de bataillons en armes défilent autour de la colonne de Juillet pour manifester leur attachement à la République. Dans le même temps, près de 2 000 délégués issus d'environ 200 bataillons votent une motion affirmant que la Garde nationale ne se laissera pas désarmer par le gouvernement d'Adolphe Thiers et appelle les habitants de la province à imiter la capitale. Les troupes régulières se retirent progressivement : le quartier de Belleville est abandonné le 27 février, puis le quartier des Batignolles et le 13e arrondissement dans les jours qui suivent. Le 28 février, la commission provisoire fait regrouper les canons acquis par souscription sur les hauteurs de la ville, de Montmartre à Belleville, et sur la place des Vosges, alors que les soldats allemands doivent entrer dans Paris le lendemain, conformément aux dispositions de la convention d'armistice. Pour éviter tout risque de débordement, elle recommande aux Parisiens, humiliés par cette occupation temporaire alors qu'ils ont soutenu un siège de plus de quatre mois sans être vaincus militairement, de ne pas manifester contre les troupes allemandes.
Alors que la Fédération se met en place, une autre structure de centralisation apparaît : le Comité fédéral républicain de la Garde nationale, composé uniquement de chefs de bataillon et d'officiers et qui tient ses réunions rue de Richelieu. Les deux structures fusionnent et un comité provisoire est élu le 3 mars 1871. Dans les jours qui suivent, les gardes nationaux élisent les délégués qui doivent ratifier les statuts définitifs de l'organisation révolutionnaire, adoptés le 15 mars. La Fédération reçoit finalement l'adhésion de 215 bataillons sur 242 et son organisation repose sur différents niveaux hiérarchiques. L'Assemblée générale est composée d'un délégué par compagnie, élu sans distinction de grade, d'un officier par bataillon, tandis que les chefs de bataillon en sont membres de droit. Chaque bataillon s'organise ensuite autour d'un « Cercle de bataillon » composé de trois délégués par compagnie, de l'officier et du chef de bataillon élus à l'Assemblée générale. Dans chaque arrondissement, un « Conseil de légion » est constitué de trois délégués par cercle de bataillon et de tous les chefs de bataillon,.
Le « Comité central de la Garde nationale » devient en quelque sorte la commission exécutive de la Fédération et se compose de trois délégués par légion et d'un chef de bataillon élu par ses collègues. Instauré le 15 mars, il compte seulement 38 membres car certains arrondissements bourgeois ne sont pas représentés. Sa composition, qui comprend la plupart des membres du comité provisoire élu le 3 mars, est le reflet du mouvement populaire dont il est l'émanation avec la présence de « 21 », trois artisans, trois employés, quatre hommes de lettres, trois artistes, deux architectes, un rentier et un journaliste. De même, l'Association internationale des travailleurs et les chambres syndicales comptent une vingtaine de représentants.
La nomination du général d'Aurelle de Paladines à la tête de la Garde nationale le 6 mars est perçue comme une nouvelle provocation, et le 10 mars, l'Assemblée vote deux mesures ressenties comme une humiliation par les Parisiens. La première prive une bonne partie des gardes nationaux de leurs ressources, en ne réservant la solde qu'aux seuls gardes pouvant prouver leur indigence. La deuxième concerne le règlement immédiat des échéances commerciales, ce qui risque d'entraîner la faillite de milliers de commerçants et artisans parisiens. L'Assemblée choisit par ailleurs de s'installer à Versailles, « décapitalisant ainsi Paris au profit de la ville des rois » selon l'expression de Jacques Rougerie,. Toutes ces décisions entraînent la radicalisation des éléments les plus modérés, d'autant que le général Vinoy, gouverneur de Paris, multiplie les mesures répressives en essayant d'interdire les réunions et en suspendant six journaux républicains.
Le 3 mars, une nouvelle assemblée générale élit un Comité exécutif provisoire de 32 membres (des membres de la commission exécutive provisoire, des délégués du Comité central républicain des Vingt arrondissements et 3 observateurs de l'Association internationale des travailleurs. Apparaissent alors une partie des futurs membres du Conseil de la Commune de Paris : Bergeret, Arnold, Chouteau, Henry, Ostyn, Pindy, Varlin, Viard.
Le 15 mars, dans la salle du Vauxhall, 1325 délégués représentant 215 bataillons de la Garde nationale votent les statuts du Comité central de la Garde nationale et nomment pour général en chef Garibaldi qui refuse. Manquent les délégués des bataillons des arrondissements bourgeois de la capitale: Ier, IIe, VIIe, VIIIe, IXe et XVIe arrondissements. Le nouveau comité comprend 33 membres (la plus grande partie du comité provisoire élu le 3 mars, et des nouveaux qui seront aussi membres du Conseil de la Commune : Édouard Moreau de Beauvière, Allemane, Arnaud, Assi, Babick, Billioray, Blanchet, Clémence, Duval, Eudes, Geresme, Jourde, Lisbonne, Ranvier…).
La composition du Comité révèle une origine sociale populaire mais non pas prolétaire. On y trouve à côté de quelques ouvriers, des petits patrons, des petits commerçants, des professions libérales. Ce sont des républicains qui désirent défendre la République (dont l'existence semble menacée par une Assemblée nationale élue le 8 février où dominent les royalistes). Ils veulent la fin de l'armée permanente qui a montré ses faiblesses dans la récente guerre contre les Allemands et son remplacement par des milices (telle la Garde nationale). Surtout, ce sont des partisans de la démocratie directe et du droit de regard de la population sur la conduite des affaires publiques.

## Le Comité central et la Commune

### Le comité à l'œuvre (18-26 mars)

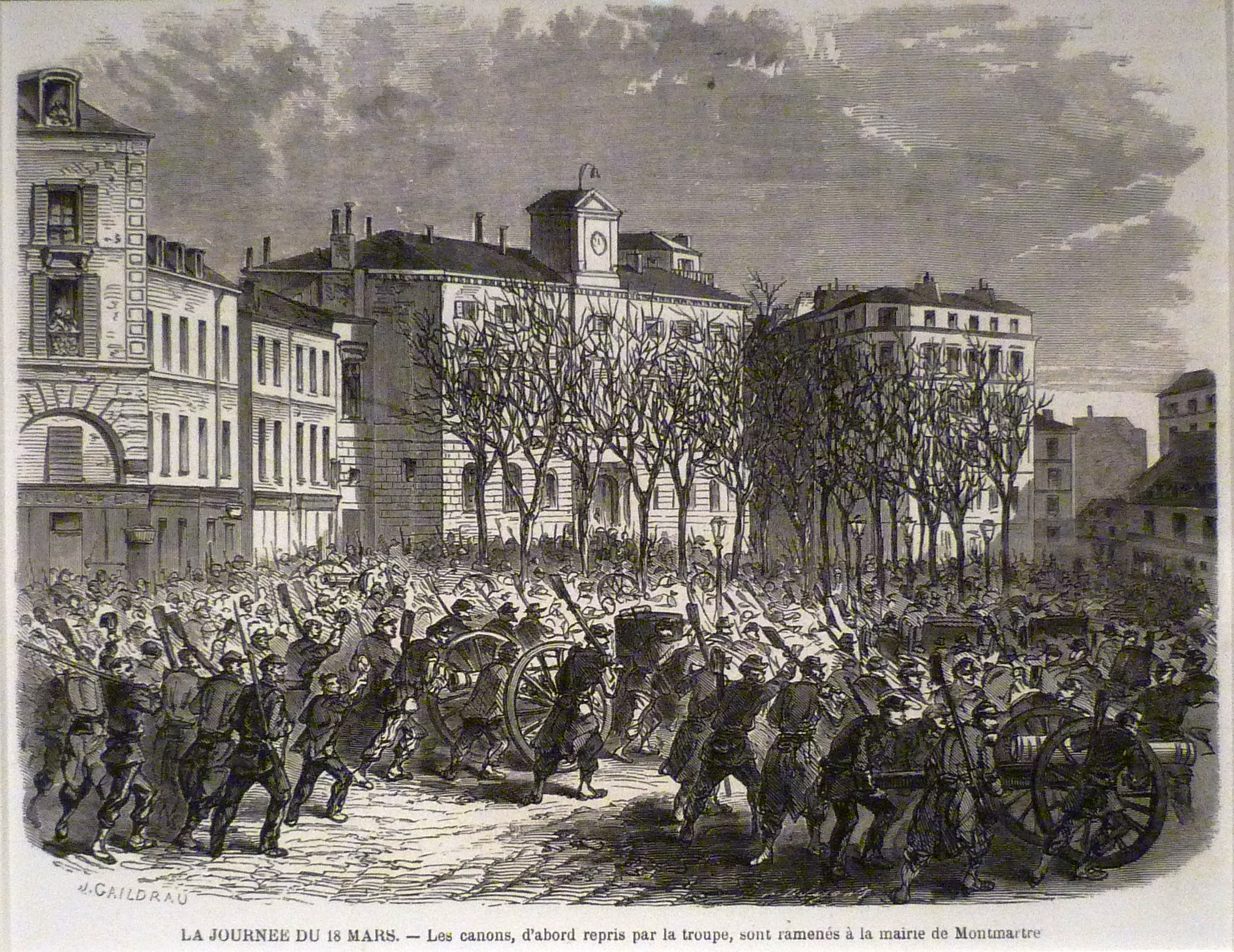
Arrivée devant la mairie du 18e arrondissement des canons repris à l'armée le 18 mars 1871, gravure de J. Gaildrau.

Le 18 mars 1871, après le soulèvement populaire qui condamne la tentative du gouvernement de reprendre les canons parisiens, le Comité central prend le pouvoir laissé vacant par la fuite des autorités et s'installe à l'Hôtel de ville.
Dès sa prise de fonction, et parce qu'il estime que sa compétence se limite à la représentation et à la défense de la Garde nationale, le Comité central annonce la tenue d'élections municipales, fixée dans un premier temps au 22 mars mais finalement organisées le 26. En attendant, il nomme plusieurs de ses membres à la tête des différents secteurs de l'administration municipale : François Jourde et Eugène Varlin sont nommés aux Finances, Victor Grêlier et Édouard Vaillant à l'Intérieur, Lucien Combatz à la direction du Télégraphe, Édouard Moreau de Beauvière à la tête de l'Imprimerie nationale et du Journal officiel, Émile-Victor Duval et Raoul Rigault à la préfecture de Police, tandis que Jules Bergeret est nommé commandant de la place et Adolphe Assi gouverneur de l'hôtel de ville. Le Comité central adopte une série de mesures urgentes ou symboliques : occupation des édifices publics et des lieux du pouvoir, levée de l'état de siège dans le département de la Seine, libération des prisonniers politiques, rétablissement de la liberté de la presse, suspension de la vente des objets déposés au Mont-de-piété, prorogration des échéances de loyers ou encore interdiction d'expulsion des locataires. Il refuse par ailleurs de marcher sur Versailles où s'est réfugié le gouvernement par crainte de déclencher une guerre civile,.
Dans la soirée du 19 mars, le Comité central convie les élus de la capitale (maires, adjoints et députés) afin d'obtenir leur concours ou du moins leur approbation. Eugène Varlin définit alors les revendications du Comité : « Nous voulons un conseil municipal élu. Nous voulons des franchises municipales sérieuses pour Paris, la suppression de la préfecture de Police, le droit pour la Garde nationale de nommer les officiers, y compris le commandant en chef, la remise entière des loyers échus au-dessus de 500 francs, une loi équitable sur les échéances ; enfin nous demandons que l'armée se retire à vingt lieues de Paris ». Les élus de la capitale, à qui le ministre de l'Intérieur Ernest Picard a confié provisoirement l'administration de la ville par décret, ne veulent pas renoncer à leurs prérogatives et un compromis est finalement trouvé : les députés parisiens acceptent de présenter à l'Assemblée les demandes du Comité central et, en contrepartie, ce dernier accepte de quitter l'Hôtel de ville. Cet accord est remis en cause dès le lendemain car, sous l'impulsion du Comité central républicain des Vingt arrondissements, le Comité central de la Garde nationale refuse finalement de céder l'Hôtel de ville, et deux jours plus tard, le gouvernement versaillais rejette les élections demandées par les Parisiens. Les négociations se poursuivent et finalement, face à l'intransigeance du gouvernement d'une part, et la détermination du Comité central d'autre part, 7 députés, 7 maires et 32 adjoints acceptent la tenue des élections le 26 mars.
Le Comité central s'efforce par ailleurs de contrôler l'ensemble de la ville. Le 22 mars, sur la place Vendôme, il réprime violemment la manifestation des Amis de l'Ordre, un groupe de Parisiens issus de quartiers bourgeois hostiles à l'insurrection. Certaines mairies d'arrondissement échappent encore au contrôle du Comité central et restent sous la protection de bataillons de la Garde nationale acquis à l'ordre du gouvernement, tout comme la Banque de France. Le 22 mai, le Comité central confie le pouvoir militaire à trois de ses membres, Émile Eudes, Émile-Victor Duval et Paul Antoine Brunel. Trois jours plus tard, ce dernier occupe sans combat les mairies des 1er et 2e arrondissements, ainsi que la gare Saint-Lazare.
Le 25 mars, à la veille des élections municipales, le Comité central publie un appel aux citoyens de Paris pour les mettre en garde sur le choix des candidats.

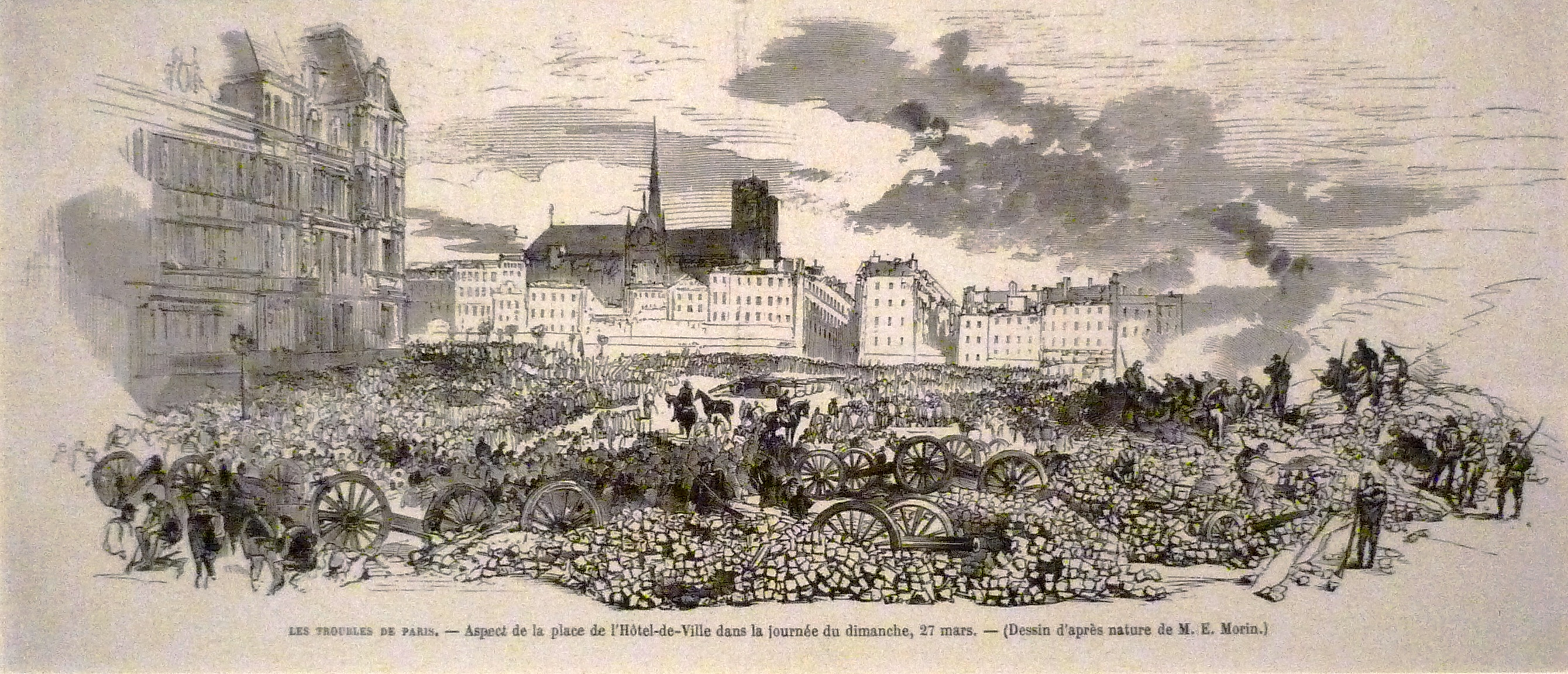
27 mars 1871, la place de l'Hôtel de Ville où s'est établi le Comité central de la Garde Nationale, d'après Edmond Morin.

Le 28 mars, le Comité central cède la place au Conseil de la Commune qui vient d'être élu (nombre de ses membres siègent d'ailleurs dans le nouvel organisme) et qui prend en charge les affaires de Paris. C'est le début de la Commune.

### Oppositions entre le Comité central et le Conseil de la Commune
La Commune installée, le Comité central assure ne pas vouloir s'immiscer dans les actes des nouveaux élus qui détiennent le pouvoir administratif et civil, mais il entend conserver son autorité sur la Garde nationale et donc le pouvoir militaire. Dès les premiers jours d'exercice de la nouvelle assemblée municipale, des incidents surviennent. Le 30 mars, alors que la Commune émet ses premiers décrets, le Comité central veut y apposer sa signature, ce qui suscite notamment l'indignation d'Émile-Victor Duval, à la fois membre du conseil de la Commune et du Comité central, qui demande que tout pouvoir politique lui soit refusé. La délégation du Comité fait alors valoir que la Commune est « sa fille » et que lui reste « le grand conseil de famille de la Garde nationale, le bras de la Révolution ».
La création de plusieurs commissions exécutives, dont une chargée de jour le rôle de ministère de la Guerre, avive les tensions. Le 31 mars, le Comité central nomme Gustave Paul Cluseret comme chef du département de la Guerre et lui confie la mission de réorganiser l'administration de la Garde nationale. Plusieurs membres du conseil de la Commune réclament alors la suppression du Comité central au prétexte qu'il n'avait nul droit, selon eux, de procéder à cette nomination. Dans un premier temps, Cluseret désavoue lui-même sa propre nomination, mais le Comité central n'entend pas céder et réclame l'Intendance, le droit de réorganiser la Garde et d'en nommer le chef d'état-major. Le conseil de la Commune renvoie la décision à sa commission militaire et finit par accepter après l'échec de la marche sur Versailles le 3 avril.
Dès lors, les conflits sont incessants avec les différents délégués à la Guerre de la Commune. Pour défendre ses intérêts, le Comité central fait paraître son propre journal, La Fédération républicaine de la Garde nationale, et installe son siège au ministère. Il fait pression sur Louis Rossel, qui a succédé à Cluseret, pour obtenir un partage du commandement. Un arrêté signé par le Comité de salut public stipule que le Comité central « est chargé des différents services de l'administration de la guerre sous le contrôle direct de la commission militaire communale », mais cette disposition ne met pas fin au conflit et Rossel démissionne à son tour,.

Certains membres de la Commune veulent faire disparaître le Comité central dans la mesure où les divisions et les contestations font naître la confusion et favorisent le développement d'initiatives contradictoires qui nuisent au pouvoir réel de la Commune et réduisent l'efficacité de son travail. Louis-Denis Chalain accuse même de trahison les membres du Conseil de la Commune qui siègent à la fois au Comité central. Pourtant membre lui-même du Comité, le délégué aux Finances François Jourde déplore son ingérence sur la question des ordonnancements. Plusieurs élus envisagent de destituer le Comité central et Georges Arnold présente un décret qui propose une nouvelle fois de délimiter ses pouvoirs. La commission de la Guerre s'en saisit et déclare qu'il ne peut nommer à aucun emploi, mais cette décision reste sans effet. Le journaliste Camille Pelletan résume ainsi le pouvoir du Comité central qui renonce de céder à ses prérogatives : 

« Tantôt il fait fonder un journal qui plaide sa cause ; tantôt il accueille les mécontents de la Commune, Rossel, par exemple, qui a fini par lui faire donner officiellement une part du pouvoir ; tantôt enfin le Comité, à qui l'on s'adressait encore, suscite des embarras, désigne des officiers, présente des réclamations. »

Pour l'historien Pierre-Henri Zaidman, le Comité central s'efforce de se maintenir dans la mesure où il se considère comme le « trait d'union entre la Commune et les gardes nationaux, c'est-à-dire le peuple en armes » : 

« En s'impliquant dans l'administration communale, le Comité veut poursuivre l'œuvre de la révolution qu'il croit menacée. […] Il ne prétend pas prendre la place des délégués communaux mais tout simplement veiller à ce que tout se fasse dans l'ordre. Cet ordre, c'est la guerre contre Versailles qui va le justifier et qui oriente cette ambivalence entre gestion et contrôle. »

Les échecs militaires de la Commune redonnent au Comité central la direction des affaires militaires. L'un de ses membres, Édouard Moreau de Beauvière, est nommé le 9 mai commissaire civil de la Commune auprès du délégué à la Guerre, puis directeur de l'Intendance le 16 mai. Le Comité central prend progressivement la main sur tous les services militaires, malgré les réticences du délégué Charles Delescluze, et entend instaurer chaque dimanche des réunions des délégués des Conseils de légion pour discuter des questions de défense, un projet annulé par l'entrée dans la capitale de l'armée versaillaise le 21 mai, ce qui marque le début de la Semaine sanglante.
Le 26 mai, alors que les Fédérés sont écrasés et refoulés de toute part, le Comité central réclame la dictature qui lui est accordée par les derniers représentants de la Commune, réunis rue Haxo. En raison de la situation militaire, il ne peut néanmoins exercer son pouvoir.
Après l'écrasement des communards, le gouvernement versaillais mène une violente répression. Il ne se contente pas d'éliminer physiquement les partisans de l'insurrection mais cherche à supprimer « l'outil insurrectionnel susceptible d'encadrer les mouvements populaires » : la Garde nationale est dissoute par l'Assemblée nationale le 29 août 1871.